# Christophe Chabouté
Christophe Chabouté, né le 8 février 1967, est un auteur de bande dessinée français.

## Biographie
Christophe Chabouté, né le 8 février 1967 « à 20 km de Mulhouse », est d'origine alsacienne et fils unique. Son père a exercé comme peintre en bâtiment et sa mère comme piqueuse dans une entreprise de chaussures. Il passe deux ans aux beaux-arts de Mulhouse, six mois à l'école des Beaux-Arts d’Angoulême, puis s'inscrit aux Arts Décoratifs de Strasbourg. Ensuite, il exerce pendant une quinzaine d'années dans la publicité. Vents d'Ouest publie ses premières planches en 1993 dans Les Récits, un album collectif sur Arthur Rimbaud. Pratiquant le dessin en noir et blanc, l'artiste dit admirer Didier Comès et Jacques Tardi, mais aussi José Muñoz, Dino Battaglia et Alberto Breccia. Dans le journal Le Monde en 2001, Yves-Marie Labé souligne cette influence prégnante de Comès.
Son premier ouvrage, Sorcières, publié en 1998 aux éditions du Téméraire, narre en quinze saynètes des recours à la sorcellerie dans un village ; cette œuvre est primée au Festival d’Illzach. La même année, paraît Quelques jours d’été (éditions Paquet) qui reçoit l'Alph’Art Coup de Cœur au Festival d'Angoulême. En 1999, il livre Zoé (Vents d'Ouest) et, l'année suivante, la bande dessinée policière Pleine Lune chez le même éditeur, que Le Monde qualifie de « chronique de la haine ordinaire », dont le héros est « petit fonctionnaire de la Sécurité sociale », avec une tonalité d'humour noir. Ce livre reçoit le prix Extrapole de la BD 2001. En 2001, Paquet publie Un îlot de bonheur puis, en 2002, La bête. Chabouté entame la série Purgatoire, publiée en trois volumes entre 2003 et 2005. En 2006, il réalise l'ouvrage historique Henri Désiré Landru, au sujet du célèbre criminel. Cet ouvrage reçoit le Grand Prix RTL de la bande dessinée. À partir de 2006, l'artiste s'installe à l'île d'Oléron avec sa famille. L'année suivante paraît l'ouvrage en couleurs Construire un feu, adaptation d'une nouvelle de Jack London : un trappeur entreprend une traversée dans le Yukon en seule compagnie de son chien. 2008 voit la publication de Tout seul ; traduite en anglais par Ivanka Hahnenberger, cet ouvrage est alors considéré comme son chef d’œuvre par Publishers Weekly. En 2009 paraît Terre-Neuvas puis, en 2010, Fables amères : de tout petits riens. En 2011 paraît Les princesses aussi vont au petit coin. En 2012, il publie le roman graphique muet Un peu de bois et d'acier et, en 2016, une adaptation en deux volumes du roman d'Herman Melville Moby Dick.
Charlélie Couture et Chabouté s'associent en 2017 pour une exposition portant sur New York à Bruxelles : A Real Dream of New York. Les œuvres croisent les peintures d'art contemporain signées Couture et les dessins de Chabouté, qui ne s'est jamais rendu dans cette ville et l'imagine à travers les films, les comics et les photographies, proposant « des angles de vue très cinématographiques », aux traits nets et détaillés.
En 2018 est publié son Artbook : Bricoles, gribouillis et fonds de tiroirs.... En 2021, s'inspirant du roman autobiographique de Benoît Cohen, Chabouté signe une adaptation en bande dessinée : Yellow Cab, Chez Glénat / Vents d'Ouest.
Chabouté a également illustré des romans pour la jeunesse[Lesquels ?].

## Œuvre

### Albums
- Sorcières, Le Téméraire, 1998. Réédition Vents d'Ouest, 2001[12]
- Quelques jours d'été, éditions Paquet, 1998[13].
- Zoé, collection Intégra, Vents d'Ouest, 1999[14]
- Pleine lune, collection Intégra, Vents d'Ouest, 2000[15]
- Un îlot de bonheur, Paquet, 2001
- La bête, collection Intégra, Vents d'Ouest, 2002[16].
- Purgatoire, collection Equinoxe, Vents d'Ouest :

1. Livre 1, 2003[17],[18].
2. Livre 2, 2004[19].
3. Livre 3, 2005[20].

- Henri Désiré Landru, collection Intégra, Vents d'Ouest, 2006[21],[22],[23].
- Construire un feu' (d'après la nouvelle éponyme de 1907 de Jack London), collection Equinoxe, Vents d'Ouest, 2007[24],[25]. Prix Cognac du Meilleur Album « One Shot » 2008.
- Tout seul, Vents d'Ouest, 2008[26],[27],[28]. Sélection officielle du Festival d'Angoulême 2009.
- Terre-Neuvas, collection Intégra, Vents d'Ouest, 2009[29],[30],[31].
- Fables Amères, De Tout Petits Riens, Vents d'Ouest, 2010[32],[33],[34].
- Les Princesses aussi vont au petit coin, Vents d'Ouest, 2011[35],[36],[37].
- Un peu de bois et d'acier, Vents d'Ouest, 2012[38],[39].
- Moby Dick (d'après l'œuvre de Herman Melville publiée en 1851), Vents d'Ouest :

1. Livre Premier, 2014[40],[41],[42].
2. Livre Second, 2014[43].

- Mes songes de Léo, texte de Morgane Imbeaud et illustrations de Christophe Chabouté, 2015, éditions Les Rêveurs
- Fables amères, Détails futiles, Vents d'Ouest, 2019
- Yellow Cab, d'après le livre de Benoît Cohen, Vents d'Ouest, 2021
- Musée, Vents d'Ouest et Musée d'Orsay, 2023[44]
- Plus loin qu'ailleurs, Vents d'Ouest 2025

### Illustrations
- La chute du corbeau, écrit par Jean-Charles Bernardini, Mango Jeunesse, coll Le cercle magique, 2003.
- Artbook, Vents d'Ouest, 2018[45].

## Adaptations
L'ouvrage Un peu de bois et d'acier est adapté en un court-métrage muet et en noir et blanc de 45 minutes par Antonin Le Guay (Sandgate Productions) en 2014. Il est en partie financé via une requête lancée du 2 au 27 juin 2014 sur la plateforme de crowfunding Kiss Kiss Bank Bank.
Le groupe de musique français L'Étrange K et l'association Scènes occupation signent en avril 2016 une adaptation de la même bande dessinée de Chabouté en « BD concert » (diffusion de la bande dessinée case par case accompagnée en direct par de la musique).

## Récompenses
- 1999 : Alph-Art coup de cœur au festival d'Angoulême pour Quelques jours d'été[2]
- 2002 : Mention spéciale du jury d'Angoulême pour Un îlot de bonheur
- 2006 : Grand Prix RTL de la bande dessinée pour Henri Désiré Landru[2]
- 2008 : Prix Cognac du Meilleur Album One Shot pour Construire un feu[48]
- 2010 : Prix de la BD polar Expérience - Evene à l’occasion du festival Quais du Polar de Lyon pour Terre-Neuvas
- 2014 :
  - prix des Gens de mer au 25e festival Étonnants Voyageurs pour l'adaptation de Moby Dick, volume 1[49]
  - prix littéraire du salon Cita'Livres (Oléron)[50]